# Слепцова, Дарья Даниловна
Дарья Даниловна Слепцова (25 февраля (10 марта) 1915, Якутская область, Российская империя — 1974) — якутская советская актриса
. Заслуженная артистка Якутской АССР. Народная артистка Якутской АССР (1941). Заслуженная артистка РСФСР (1947). Одна из первых якутских актрис.

## Биография
Якутка по происхождению. Образование получила в Якутском педагогическом техникуме (ныне Якутский педагогический колледж им. С. Ф. Гоголева).
Дебютировала на театральной сцене Якутского театра в 1933 году. Со временем стала одной из ведущих актрис национального музыкально-драматического театра в Якутске. Оставила сцену в 1961 году.
По мнению критиков, актриса яркого, самобытного дарования, обладала глубоким, драматическим темпераментом. Многие образы в её исполнении наполнены героической силой и эмоциональностью.

## Избранные театральные роли
- Кюннэй, Кюн-Чемчук («Кузнец Кюкюр», «Айаал» Д. Сивцева),
- Света («Лэкиэс» С. Ефремова),
- Екатерина («Тина жизни» А. Софронова),
- Любовь Яровая (Любовь Яровая К. Тренёва;
- Лида («Платон Кречет» А. Корнейчука),
- Наташа («На дне» М. Горького);
- Настя («Не было ни гроша, да вдруг алтын» А. Островского),
- Любовь Гордеевна («Бедность не порок» А. Островского),
- Зербинетта («Проделки Скапена» Мольера),
- Ольга («Макар Дубрава» А. Корнейчука),
- Тоня («Старые друзья» Малюгин, Леонид Антонович|Л. Малюгина).

## Награды
- Медаль «За трудовую доблесть»
- Медаль «За доблестный труд в Великой Отечественной войне 1941—1945 гг.»
- Народная артистка Якутской АССР (1941)
- Заслуженная артистка Якутской АССР
- Заслуженная артистка РСФСР (1947).